# Cottageviertel

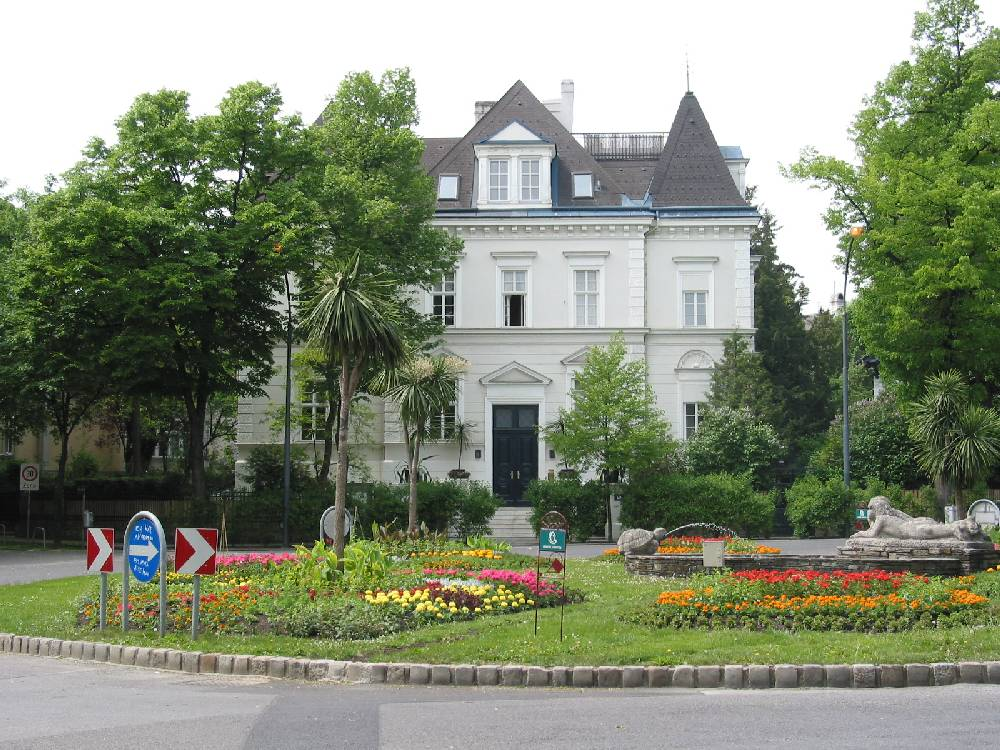
Borkowski-Villa auf dem Richard-Kralik-Platz

Als Cottageviertel oder als die Cottage [kɔˈteːʒ̊] wird ein gehobenes Stadtviertel in den Wiener Gemeindebezirken Währing und Döbling bezeichnet. Die Vorbilder für die Cottage-Villen genannten Wohnhäuser waren ursprünglich englische Landhäuser (cottages).

## Lage und Eigenheiten

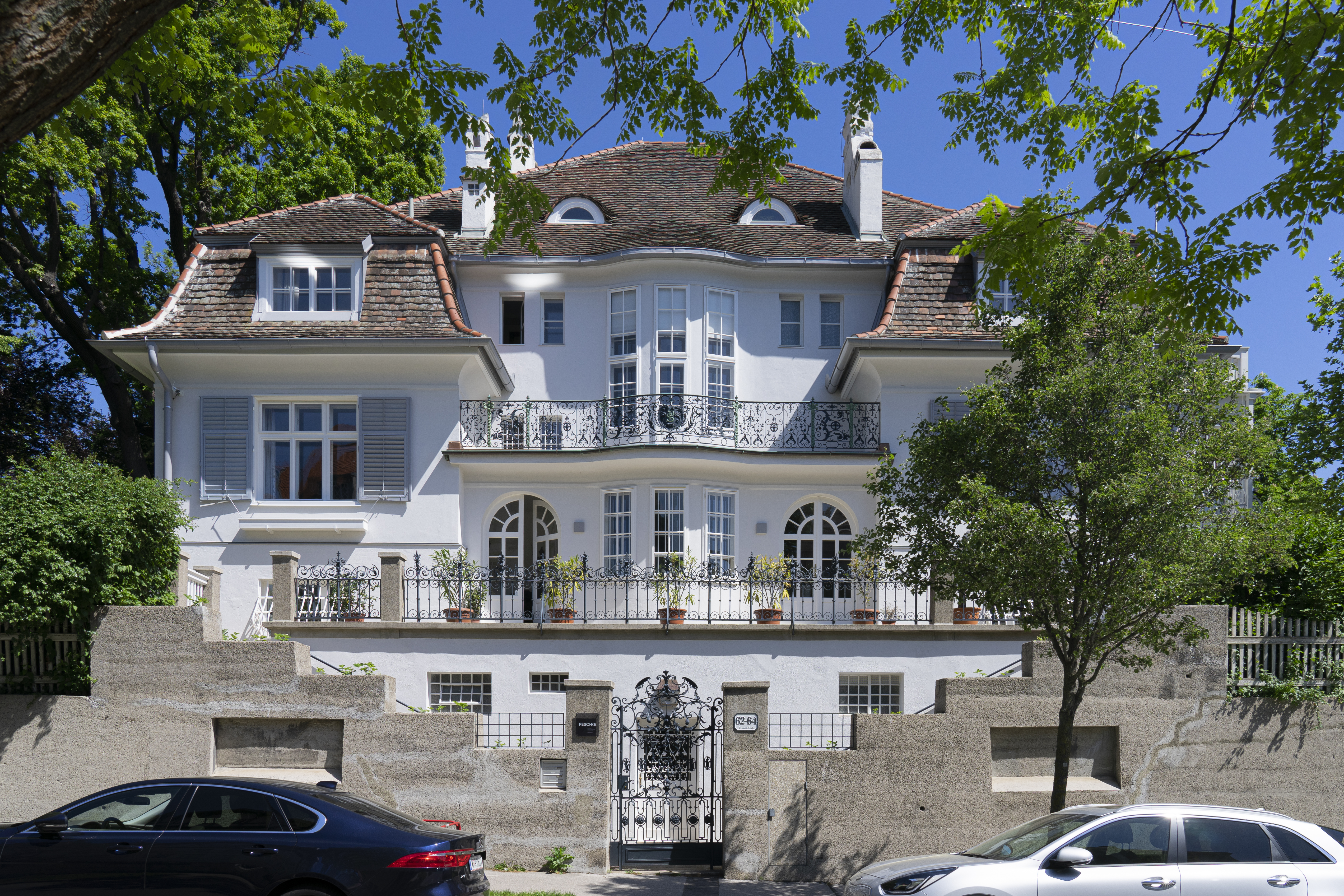
Villa Schmutzer, Sternwartestraße 62–64

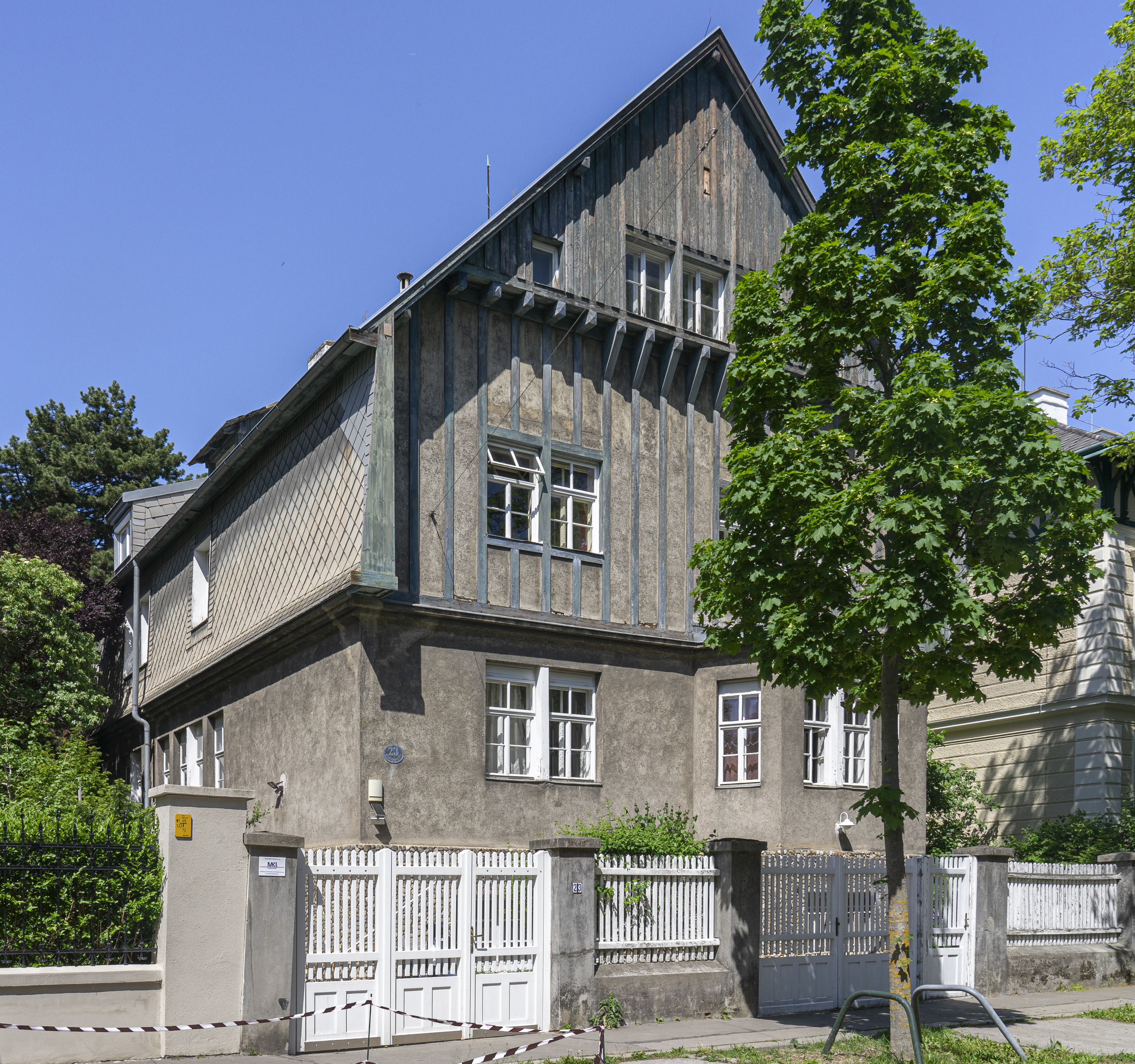
Villa Paulick, Türkenschanzstraße 23

Das Währinger- und Döblinger Cottageviertel gehört zu den vornehmsten und teuersten Wohngegenden Wiens. Es liegt auf der Türkenschanze, zur Hälfte im 18. und zur Hälfte im 19. Wiener Gemeindebezirk (Währing und Döbling). Die Hasenauerstraße bildet die Grenze zwischen beiden Bezirken. Angrenzend an das Cottageviertel erstreckt sich der Türkenschanzpark; im Cottageviertel befinden sich u. a. die Universitätssternwarte Wien und das Döblinger Gymnasium.
Charakteristisch sind die vielen alten Gründerzeit-Villen und noblen Häuser sowie die ruhigen Gassen mit vielen Bäumen und Grünflächen. Die Villen im „Cottage-Stil“ haben oft rote Backsteinfassaden oder zeichnen sich vielfach durch ländliche Bauelemente aus. Sie waren meistens bürgerliche Einfamilienhäuser, die in den Jahren ab 1873–1874 als Antwort auf die teuren Zinspaläste errichtet wurden.
Das Währinger und das Döblinger Cottageviertel bilden eigene Zählbezirke der amtlichen Statistik. Der aus vier Zählsprengeln bestehende Zählbezirk Währinger Cottage hatte bei der Volkszählung 2001 1.977 Einwohner, der aus fünf Zählsprengeln bestehende Zählbezirk Döblinger Cottage 3.648 Einwohner.
Damit die hohe Wohnqualität des Viertels auf Dauer gesichert bleibt, wurde ein eigenes Cottage-Servitut eingeführt. Die Bewohner verpflichteten sich und verpflichten sich noch heute, gewisse bauliche Beschränkungen einzuhalten.
Der Währinger und Döblinger Teil des Cottage sind von der Stadt Wien jeweils als bauliche Schutzzonen definiert, zur Währinger Schutzzone zählt auch der Sternwartepark.

### Andere Viertel dieses Namens
Villenviertel, die „Cottage“ im Namen tragen, gibt es auch anderswo im Raum Wien. Es gibt auch ein Lainzer und ein Hietzinger Cottageviertel und das Pratercottage. Die an Wien angrenzende Marktgemeinde Perchtoldsdorf errichtete um 1860/70 ebenfalls ein solches Viertel. Ähnliche Anlagen wurden schließlich um die Jahrhundertwende auch in Hütteldorf, Ober Sankt Veit, Hetzendorf und am Gallitzinberg (heute: Wilhelminenberg) errichtet.

## Geschichte

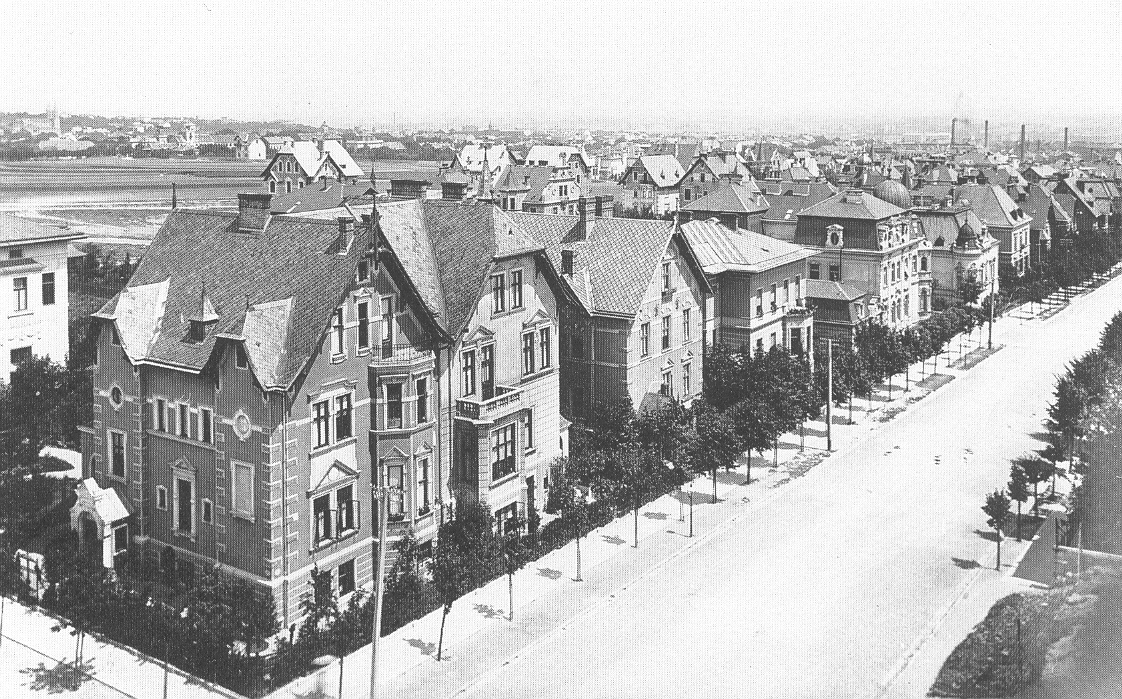
Hasenauerstraße um 1900

Im Jahr 1872 wurde auf Initiative von Eduard Kral  und Heinrich von Ferstel der Wiener Cottage Verein gegründet, der auf einem unverbauten Gebiet zwischen Döbling und Währing den Bau von Ein- und Zweifamilienhäusern mit umliegenden Gärten plante. Ab 1872 war Heinrich von Ferstel bis zu seinem Tod Obmann des Vereins. Die ersten 50 Bauten in einfacher, gotisierender Form wurden unter der Leitung des Architekten Carl von Borkowski, von dem auch die Parzellierungspläne stammen, errichtet und verkauft. Nach der Übernahme der Bauleitung durch Hermann Müller wurden die Bauten mit dem Ansteigen der Grundstückspreise immer größer und eleganter.
Der erste Baugrund befand sich zwischen der Sternwartestraße, der Gymnasiumstraße, der Haizingergasse und der Cottagegasse. Anfangs prägten das Viertel Villen im englischen Stil, später wurde im französischen und italienischen Stil gebaut. Um die Jahrhundertwende kamen auch Bauten mit Jugendstil- und Heimatstil-Elementen hinzu.
Außer Ferstel und Borkowski planten nun auch weitere berühmte Architekten wie Franz von Neumann und das Architektenduo Fellner und Helmer Villen im Cottage. Später kamen Bauten von Hubert Gessner, Josef Hoffmann, Robert Oerley und Adolf Loos hinzu. Insgesamt errichtete der Wiener Cottage Verein mehr als 350 Häuser.

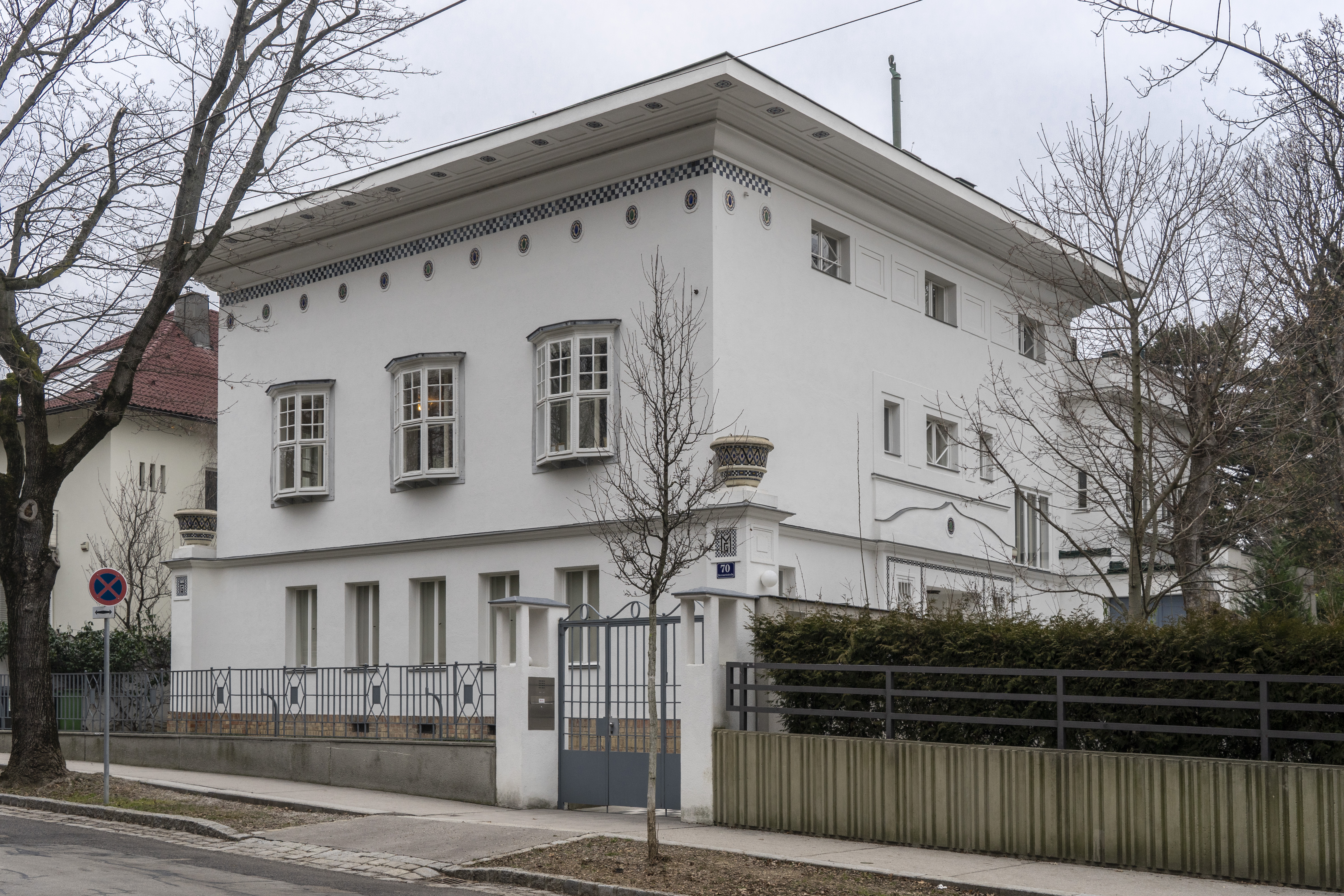
Villa Gessner, Sternwartestraße 70

Viele Prominente wohnen und wohnten hier, zum Beispiel Arthur Schnitzler, Theodor Herzl, Richard Beer-Hofmann, Felix Salten, der Architekt Hubert Gessner, Ferdinand Schmutzer, Emmerich Kálmán, der Dirigent Karl Böhm, der „Heiler“ Valentin Zeileis und Erzherzog Otto, welcher hier 1906 verstarb. Beispiele für Bewohner im 20. und 21. Jahrhundert sind unter anderem Leopold Figl, Alois Mock, Peter Alexander, Jopie Heesters, Niki Lauda, Arik Brauer und Thomas Hampson. Lotte Tobisch-Labotyn wuchs im Cottage auf.

## Bilder

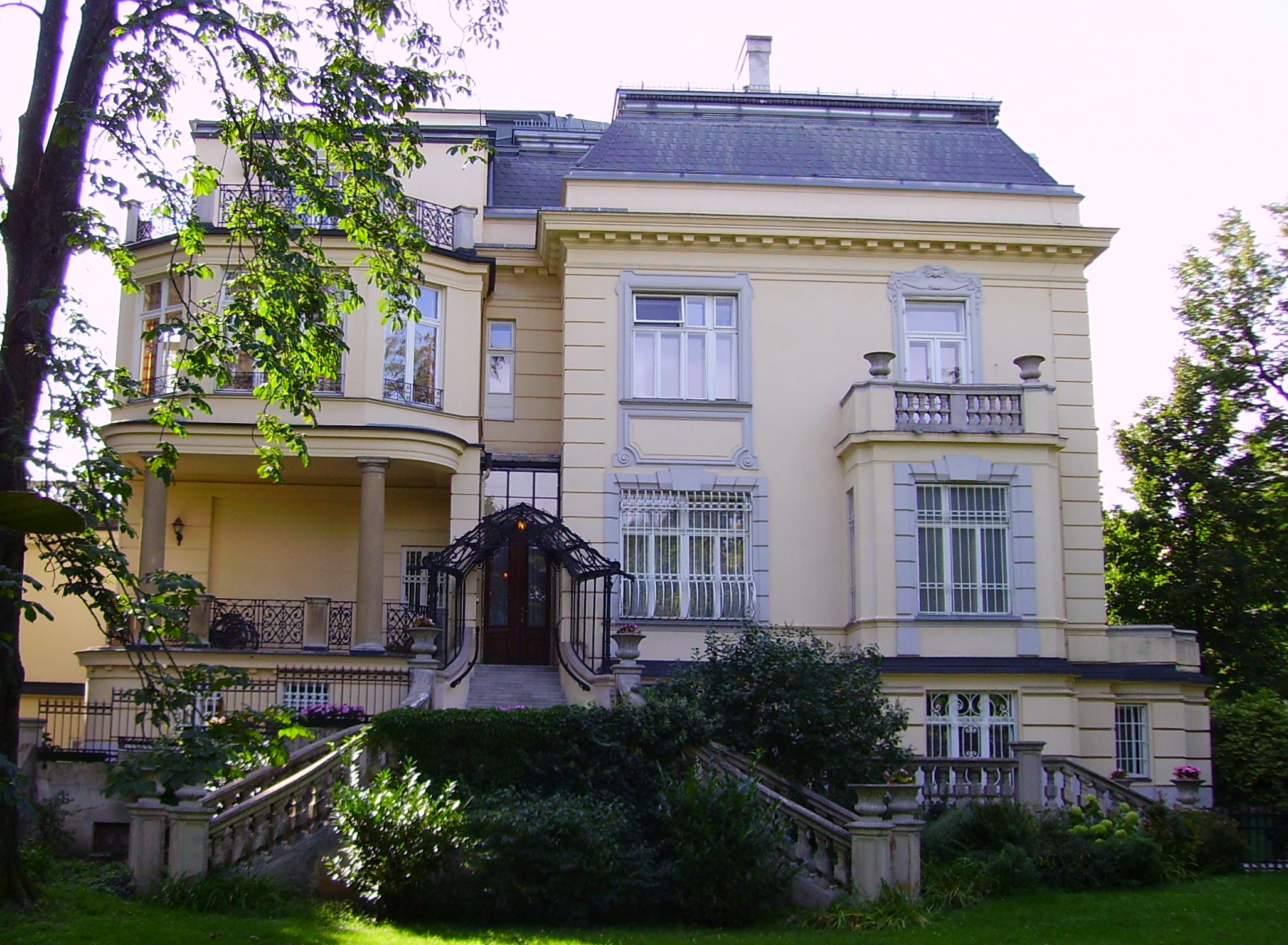
Villa Kálman, Hasenauerstrasse 29
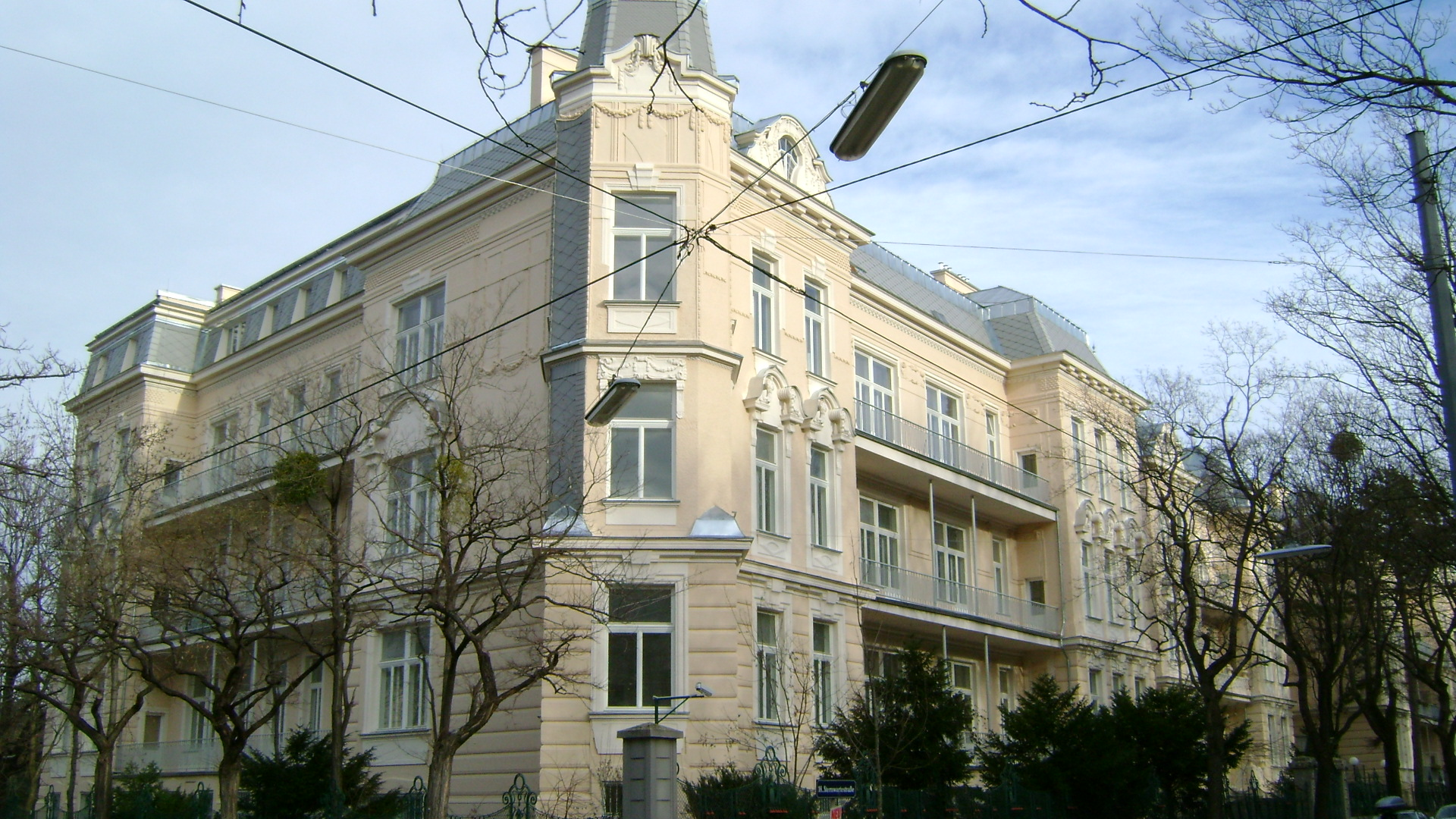
Ehemaliges Cottage-Sanatorium
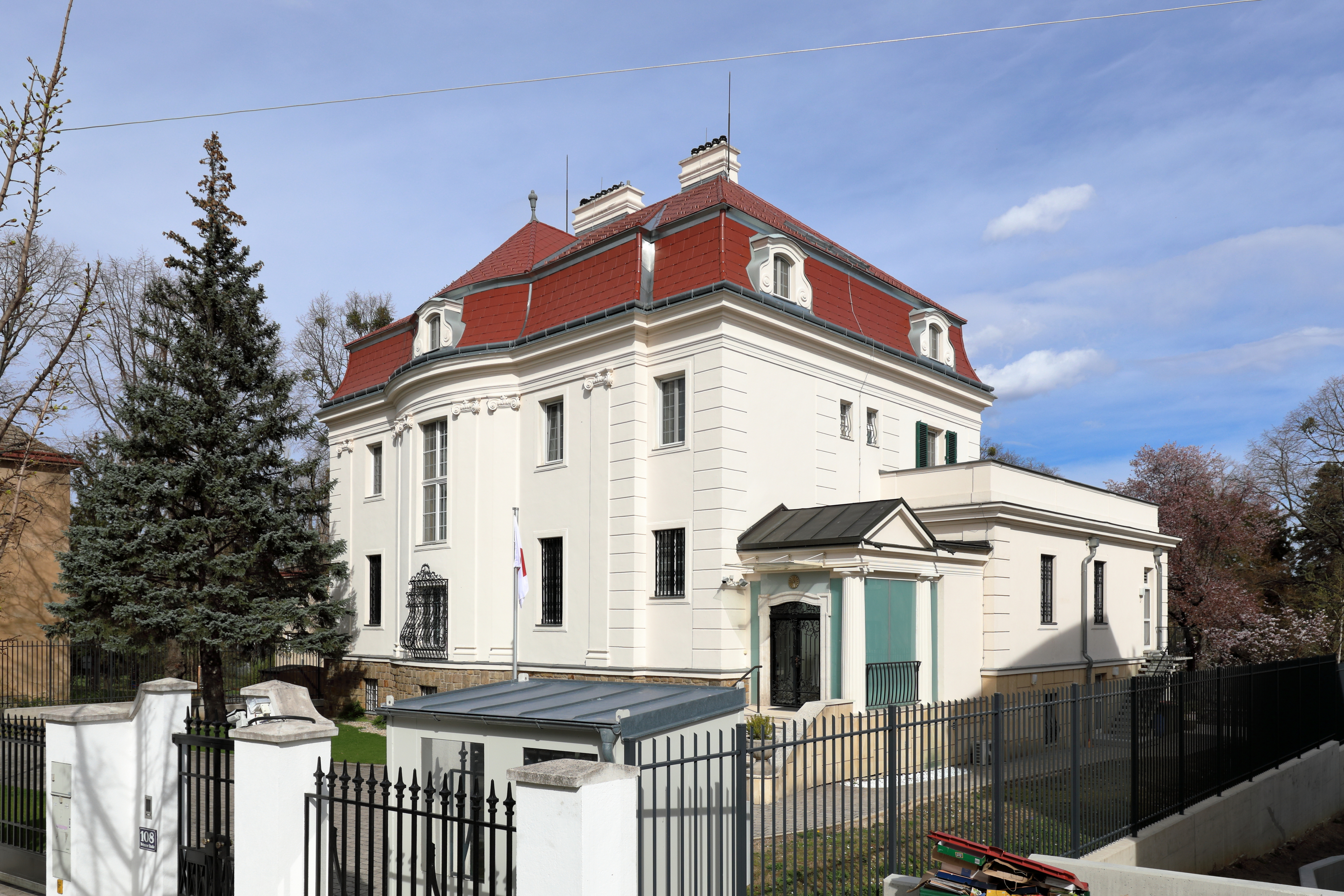
Villa Weimarerstraße Nr. 108
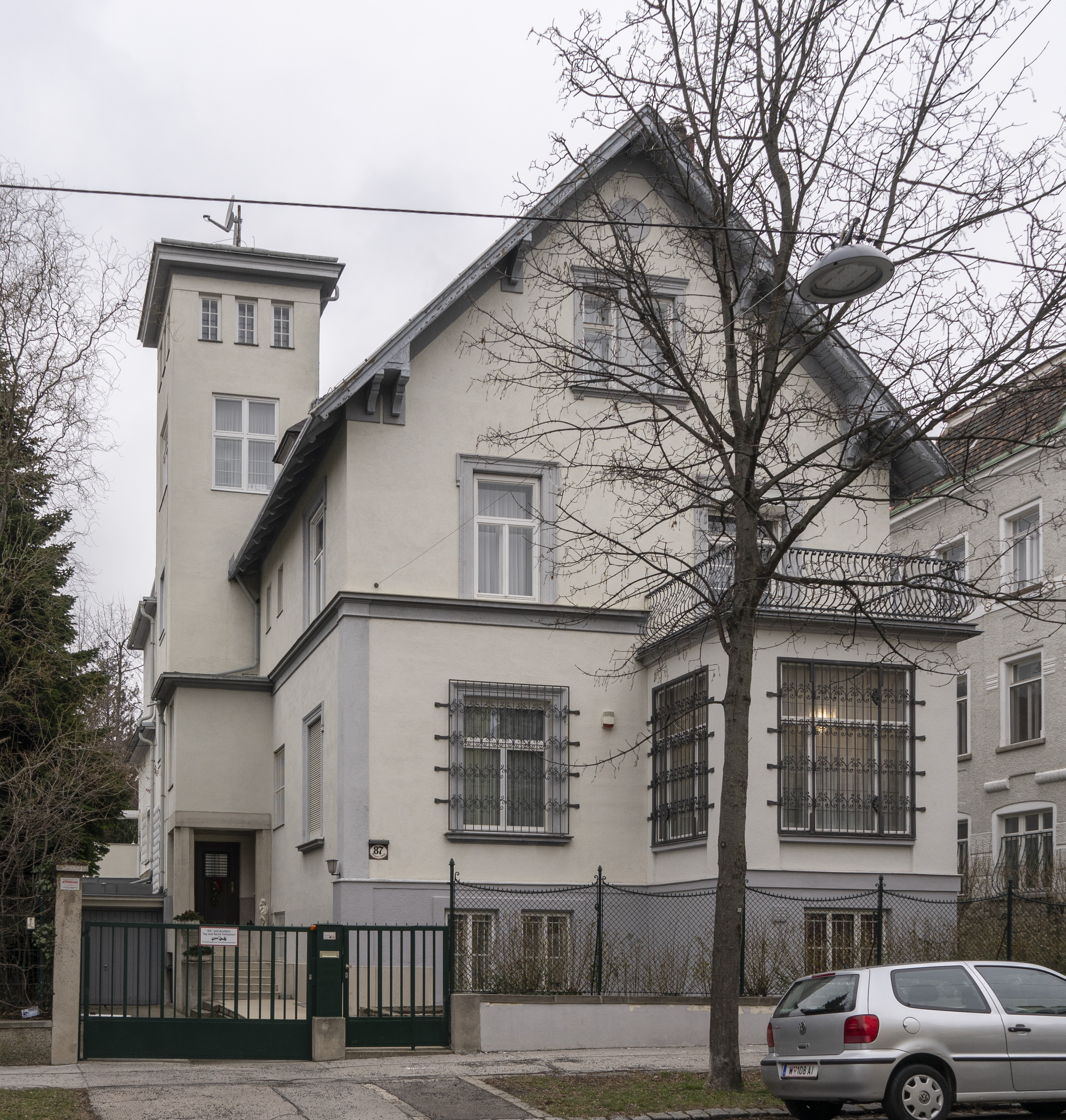
Haus Duschnitz von Adolf Loos, Weimarerstraße 87
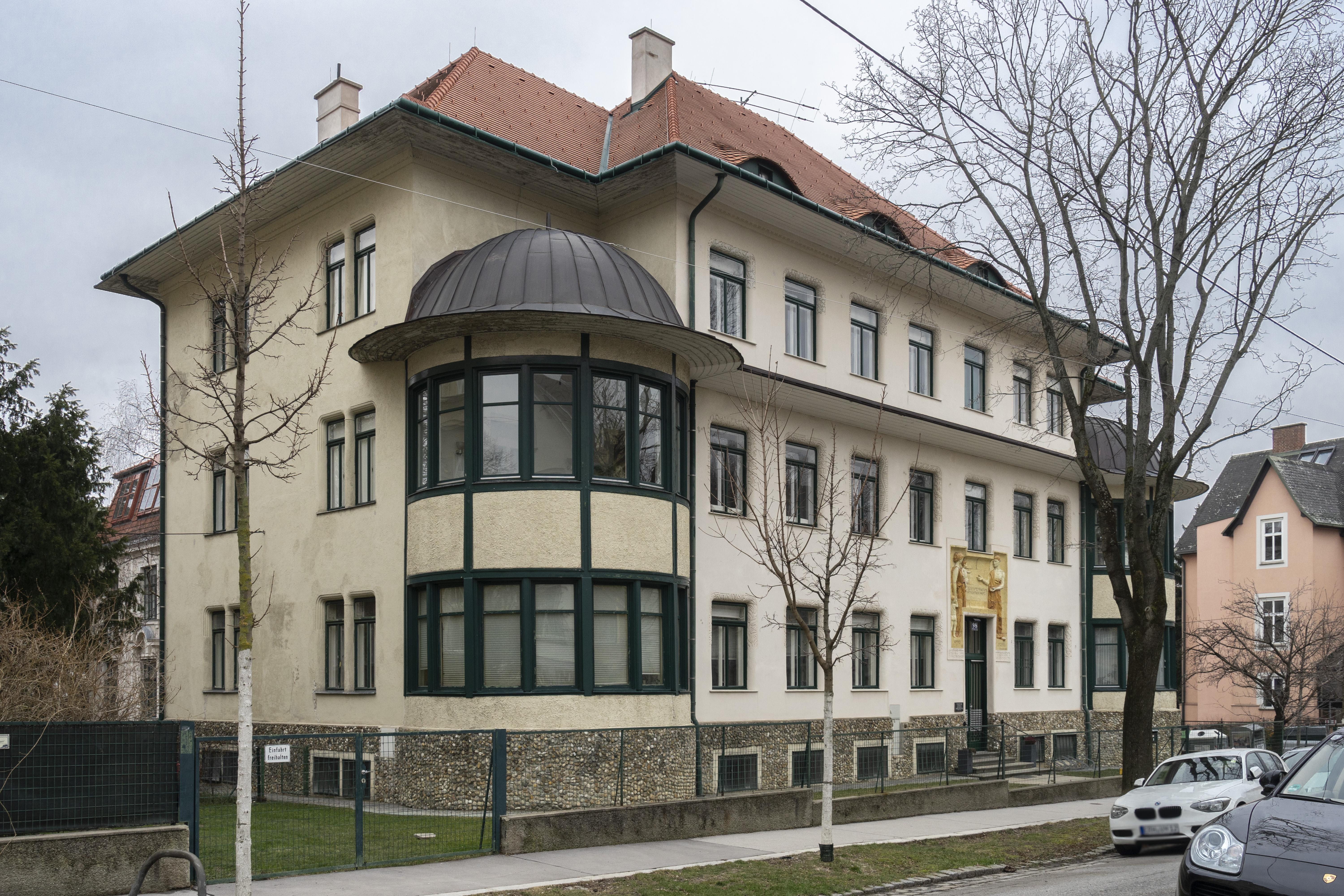
Haus Weimarerstraße 98 von Robert Oerley
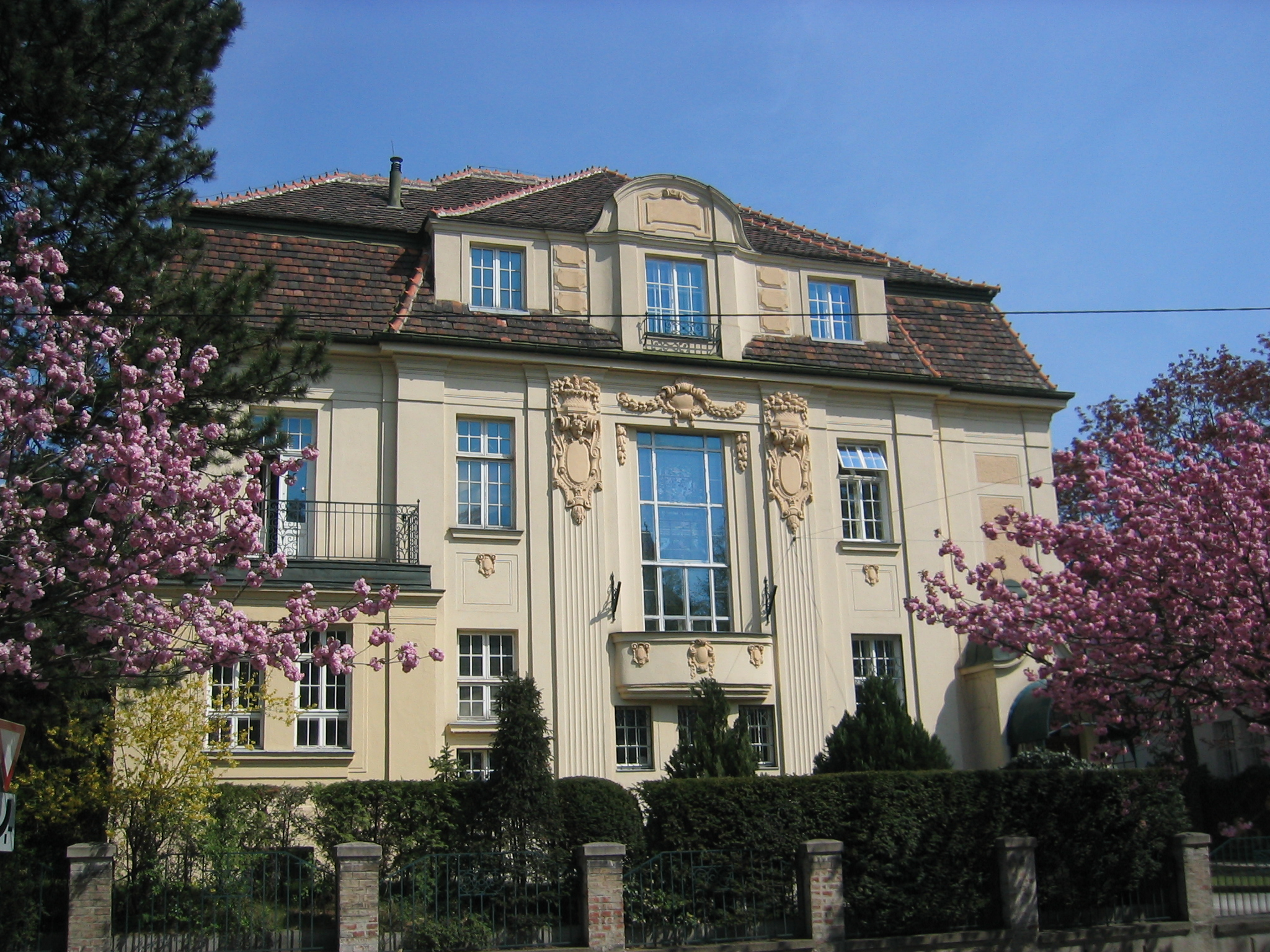
Villa Birkbrunn
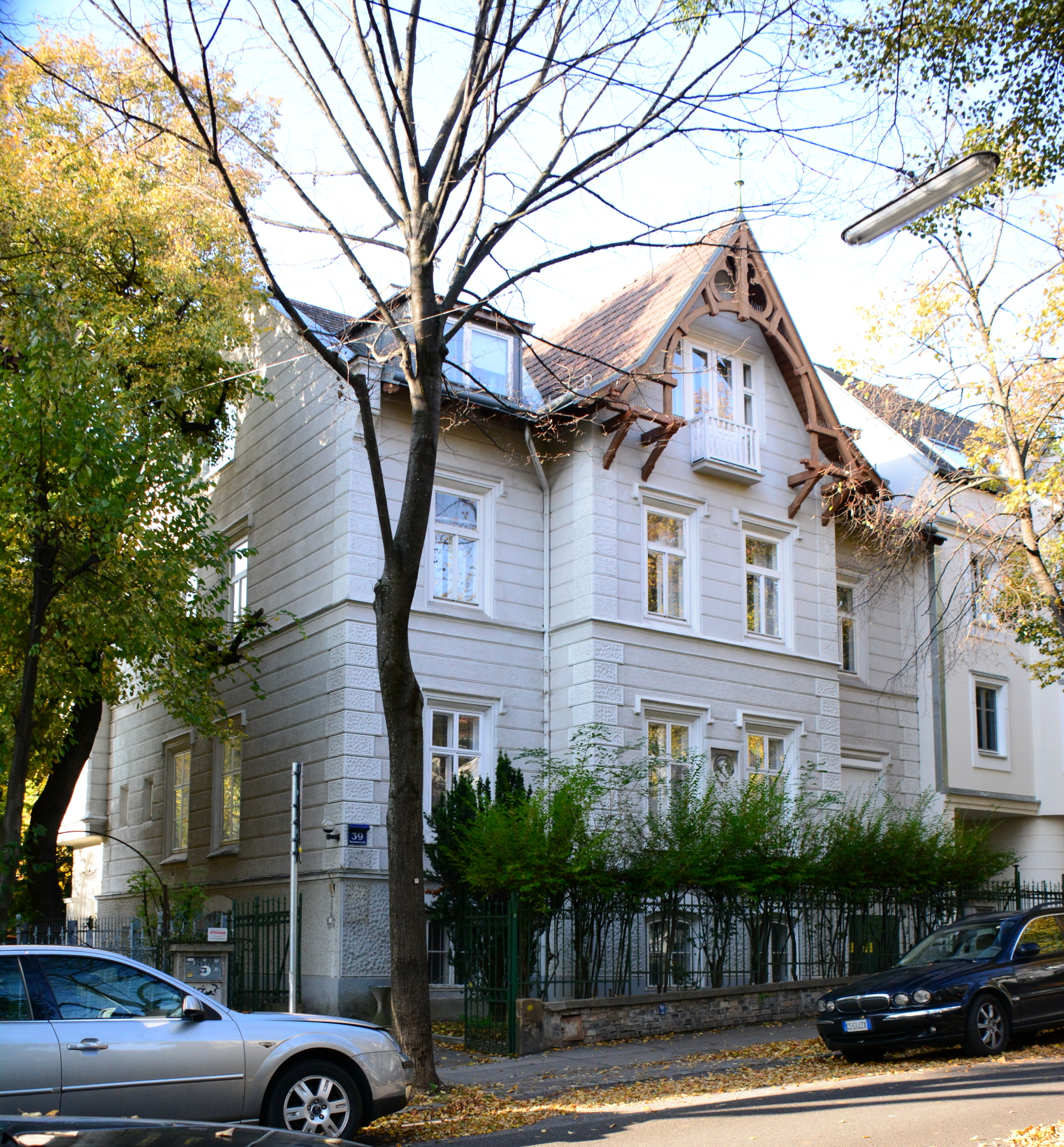
Sternwartestraße 39
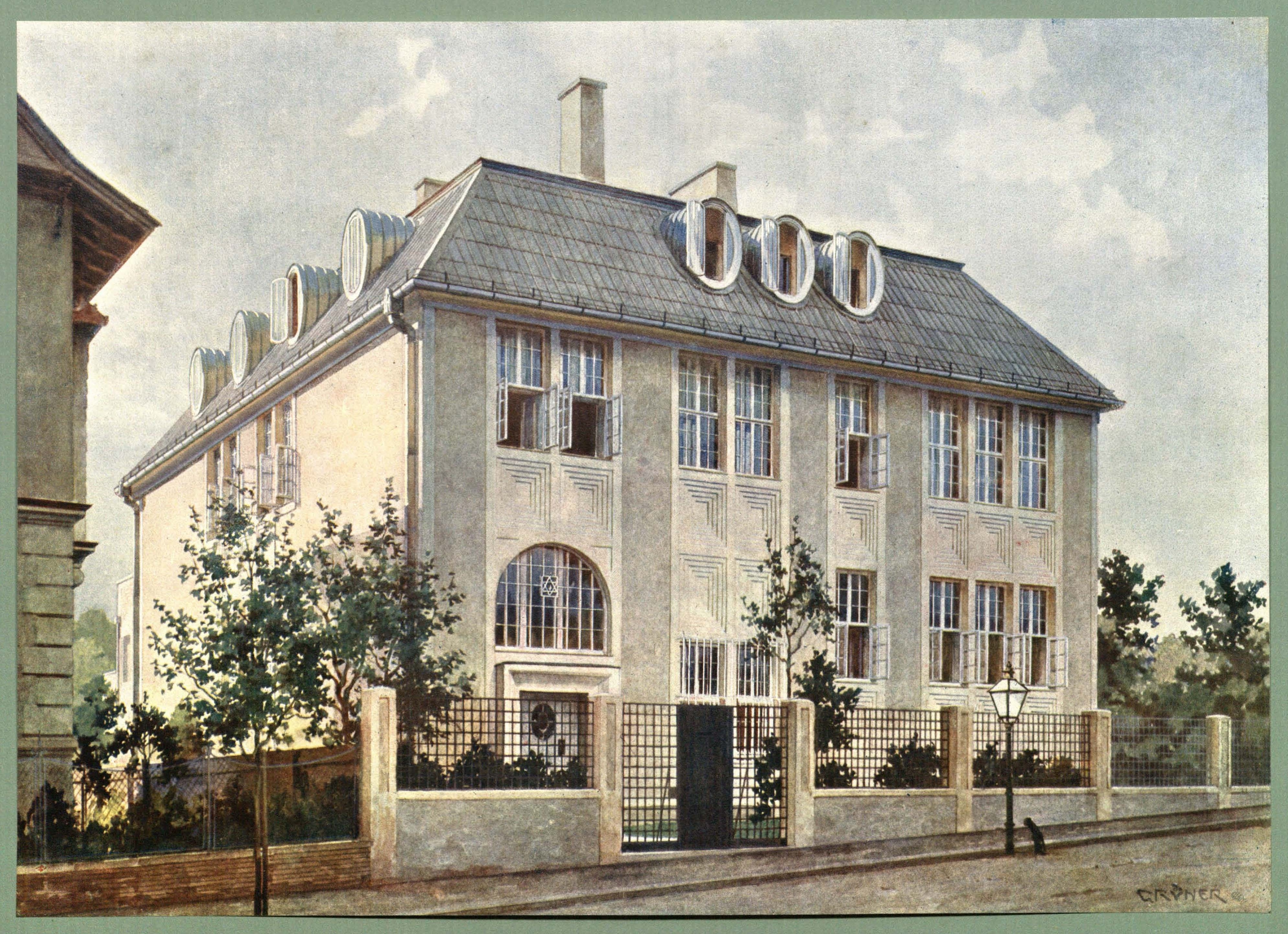
Villa Hasenauerstraße 59 von Josef Hoffmann